# Ciobăniș, Harghita
Ciobăniș  (maghiară Csobányos) este un sat în comuna Ciucsângeorgiu din județul Harghita, Transilvania, România. Se află în partea de sud-est a județului, la limita cu județul Bacău, pe pârâul Ciobăniș.